# Gerhard Tag
Gerhard Tag (* 2. Juli 1921 in Leipzig; † 3. September 1997 in Berlin) war ein deutscher Grafiker und Exlibriskünstler.

## Leben und Werk
Tag besuchte von 1927 bis 1935 in Leipzig-Möckern die Volksschule und absolvierte von 1936 bis 1940 in Leipzig bei Giesecke & Devrient eine Lehre als Kartonkupferstecher. Daneben besuchte er bei Bruno Heroux, Alfons Schneider (1890–1947) und Hans Soltmann Abendkurse in Typographie und Anatomie an der Staatlichen Akademie für graphische Künste und Buchgewerbe. Trotz Schwerhörigkeit musste er von 1941 bis 1943 als Soldat der Wehrmacht am Zweiten Weltkrieg teilnehmen. 1944 studierte er an der Akademie, bis er im selben Jahr erneut eingezogen wurde. Im April 1945 wurde er in Rumänien verwundet und geriet in Kriegsgefangenschaft. Im Spitallager Titu fertigte er 1945/1946 etwa 50 Entwürfe für Exlibris.
1946 wurde er nach Leipzig entlassen, wo er einen Teil der Exlibris-Entwürfe als Holzschnitt, Linolschnitt oder Kupferstich ausführte.
1946 wurde Tag Mitglied einer der Vorgänger des Verbands Bildender Künstler der DDR, dem er dann bis 1990 angehörte. Von 1947 bis 1949 studierte er an der Hochschule für Grafik und Buchkunst Leipzig in der Meisterklasse Schrift und Gebrauchsgraphik von Egon Pruggmayer. Er nahm Kontakt zum Graphik-Verleger Heinrich Mock auf, der 1949 anlässlich des Goethe-Jubiläums eine Mappe mit sechs typographisch/kalligrafisch gestalteten Blättern Tags edierte. Von 1949 bis 1951 arbeitete Tag freischaffend in Leipzig. 1951 studierte er im Sommersemester bei Kurt Tillessen (1899–1952) und Heinrich Ilgenfritz an der Kunsthochschule Berlin-Weißensee.
Danach arbeitete Tag in Berlin bis 1954 als Hausgraphiker des Verlags Junge Welt. Ab 1955 war er in Berlin freischaffend als Grafiker tätig. Neben Junge Welt arbeitete er nun auch für andere Verlage wie Neues Leben und Dietz. Er machte diverse gebrauchsgrafische Arbeiten. Im Bereich Buchgrafik schuf er insbesondere Landkarten und technische Zeichnungen, die auf Vor- und Nachsatzpapieren erschienen oder als Buchillustrationen (u. a. Ausgrabungen auf vier Kontinenten von Hans-Dietrich Kahlke 1967 im Urania-Verlag). Zu seinem Gesamtwerk gehören weiterhin Ephemera, bei denen er verschiedene Techniken wie Holz- und Linolschnitt, Holz- und Kupferstich, Radierung und Lithografie einsetzte.
Bedeutung und internationale Anerkennung erlangte Tag als Exlibris-Künstler. Seine puristisch wirkenden, typografisch dominierten Arbeiten stehen in der Tradition der Exlibriskunst des 18. Jahrhunderts und basieren fast ausschließlich auf Letter und Ars scribendi. Typisch für seine Bucheignerzeichen sind Spiegelungen, umkehrgleiche Dopplungen, Verschränkungen, Monogrammierungen und die Kombination der Buchstaben mit stilisierten floralen Motiven. Tag war sowohl für Privatpersonen als auch Institutionen tätig, insbesondere bediente er internationale Sammlerkreise. Mit einem Nachlass von ca. 8000 Exlibris zählte er zu den produktivsten deutschen Exlibriskünstlern der zweiten Hälfte des 20. Jahrhunderts. 1990 druckte er seine letzten Exlibris, 1995 die letzte Neujahrsgrafik.
Tag war Mitglied der Pirckheimer-Gesellschaft. Er war im In- und Ausland auf Ausstellungen vertreten und nahm in der DDR u. a. 1979, 1972 und 1986 an der Bezirkskunstausstellung (Gebrauchsgrafik) Berlin sowie 1982/1983 und 1987/1988 an der IX. und X. Kunstausstellung der DDR teil.
Tag war ab 1955 verheiratet und hatte zwei Töchter und einen Sohn.
Ein Nachlass Tags befindet sich in der Staatsbibliothek Berlin. Exlibris Tags befinden sich vor allem in der Sammlung des Museums Schloss Burgk, aber auch in weiteren Museen wie dem Winckelmann-Museum Stendal.
Ein vorläufiges Werkverzeichnis der Gebrauchsgrafik und Exlibris Tags veröffentlichte 1999 Rainer Kabelitz.